# Ilinden-upproret

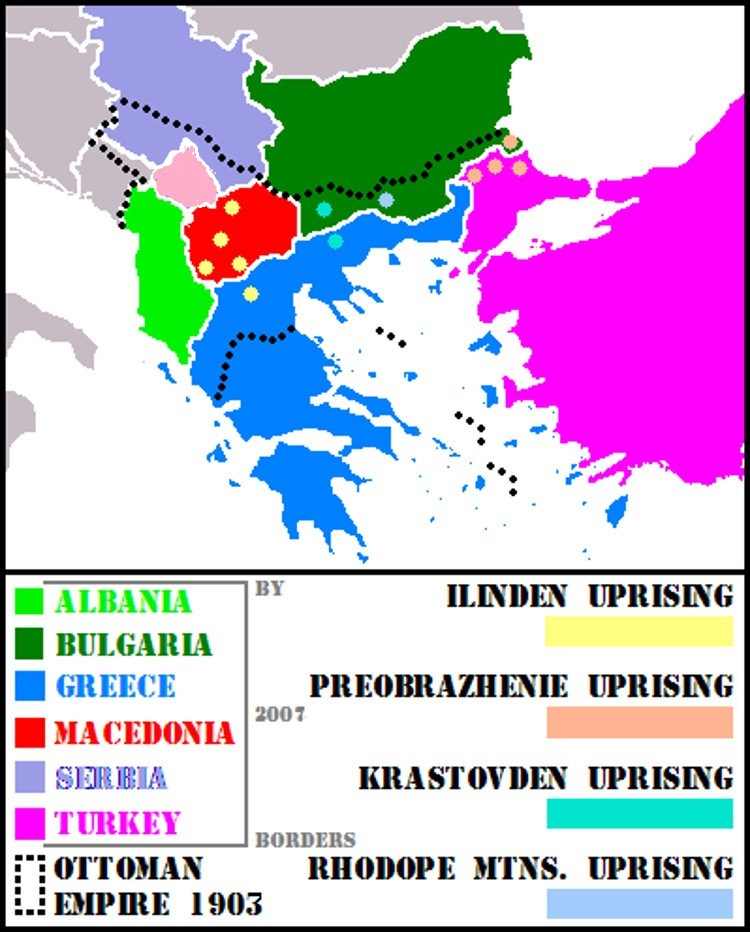
En karta över upproret i regionerna Makedonien och Thrakien. Nuvarande gränser är synliga, tillsammans med ottomanska gränser vid den tiden.

Ilinden-upproret (även Ilinden-Preobraženie-upproret; bulgariska: Илинденско-Преображенско въстание, Ilindensko-Preobražensko vǎstanie; makedonska: Илинденско востание, Ilindensko vostanie; grekiska: Εξέγερση του Ίλιντεν, Eksegersi tou Ilinden) var en organiserad revolt mot det osmanska riket i augusti–oktober 1903. Den förbereddes och genomfördes av den interna makedoniska revolutionära Adrianopelorganisationen, med stöd av den högsta makedoniska adrianopelkommittén. Upprorets namn hänvisar till Ilinden, ett namn för Elias tid, och till Preobraženie vilket betyder transfiguration. Upproret varade från början av augusti till slutet av oktober och täckte ett stort territorium från östra Svarta havets kust till Ohridsjön.
Upproret i regionen Makedonien drabbade större delen av de centrala och sydvästra delarna av Manastir vilayet som främst fick stöd från de lokala bulgariska bönderna, och till viss del av Arumäner i området. En provisorisk regim inrättades i staden Kruševo, där upproret utropade "Kruševorepubliken," som upplöstes efter bara tio dagar, den 12 augusti. Den 19 augusti ledde ett nära besläktat uppror organiserat av bulgariska bönder i Adrianopels Vilayet till secession i ett stort område i Strandzja-bergen och grundandet av ytterligare en provisorisk regim i Vassiliko, "Strandzjarepubliken." Detta varade cirka tjugo dagar innan det slogs ner av turkarna. Upproret uppslukade också Kosovos och Salonikas vilayeter.
När upproret började hade många av dess mest kvalificerade potentiella ledare, inklusive Ivan Garvanov och Gotse Delchev, redan arresterats eller dödats av det Osmanska riket, och revolten stoppades inom ett par månader. De överlevande upprätthöll ett gerillakrig mot turkarna de följande åren, men dess större effekt var att de europeiska makterna började försöka övertyga den osmanska sultanen att han måste inta en mer försonlig attityd gentemot sina kristna undersåtar i Europa.

## Ilinden-upproret

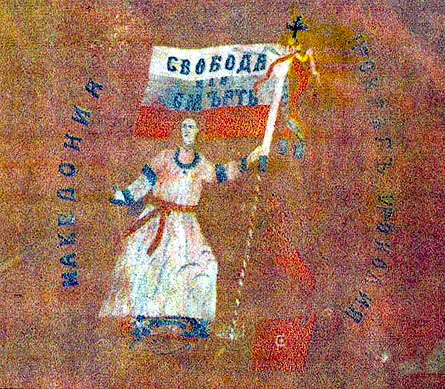
Upprorets banér från Ohrid med en bulgarisk flagga med inskriften Свобода или смърть - Frihet eller död. Upprorsmakarna hissade bulgariska flaggor överallt.

En redogörelse för datum och detaljer för upproret spelades in av den anarkistiska författaren Georgi Khadziev som översattes av Will Firth. Den 28 juli skickades meddelandet till de revolutionära rörelserna, även om hemligheten doldes till sista stund. Upproret började på natten den 2 augusti och involverade stora regioner i och runt Bitola, runt sydväst om det som nu är Nordmakedonien och en del av norra Grekland. Den kvällen och tidigt nästa morgon attackerades staden Kruševo och intogs av 800 rebeller. Samtidigt, efter tre dagar av strider följt av en belägring som startade den 5 augusti, intogs staden Smilevo av rebellerna. Staden Kleisoura, nära Kastoria, intogs av upprorister omkring den 5 augusti. Den 14 augusti, under Nikola Pushkarovs ledning, angrep och spårade några förband nära Skopje ett militärtåg. I Razlog deltog lokalbefolkningen i upproret. Detta var längre österut, i Pirin i dagens Bulgarien.
Den 4 augusti, under ledning av Nikola Karev, hade en lokal regim kallad Kruševorepubliken inrättats. Samma dag och nästa dag gjorde turkiska trupper misslyckade försök att återta Kruševo. Den 12 augusti, efter slaget vid Sliva, erövrade och brände 3 500 osmanska soldater Kruševo. Det hade hållits av upprorsmakarna i bara tio dagar. Kleisoura återtogs slutligen av osmanska trupper den 27 augusti.
Andra inblandade områden var bland annat Ohrid, Florina och Kičevo. I Thessaloniki var operationerna mycket mer begränsade och utan mycket lokalt engagemang, delvis på grund av meningsskiljaktigheter mellan fraktioner från den inre makedonska revolutionära organisationen (IMRO). Det skedde inte heller något uppror i Prilepområdet, öster om Bitola.
Anledningen till att upproret planerades strategiskt i Bitola vilayet, och den bredare sydvästra regionen Makedonien, berodde på att det låg längst bort från Bulgarien och var tänkt att demonstrera för stormakterna att upproret helt och hållet var av makedonisk karaktär. Per en av grundarna av IMARO - Petar Poparsov var tanken att hålla avstånd från Bulgarien, eftersom varje misstanke om dess inblandning skulle kunna skada båda sidor: Bulgarien och organisationen. Däremot spred sig upproret snart till de intilliggande vilayeterna i Kosovo, Thessaloniki och Adrianopel (i Thrakien).

### Krastovdenupproret
- Miliser som var verksamma i regionen Serres, ledda av Yane Sandanski och en upprorisk avdelning av Högsta kommittén, kämpade emot en stor turkisk styrka. Detta började på korsfesten (Krastovden på bulgariska, 27 september) och blandade inte in den lokala befolkningen lika mycket som i andra regioner, och var långt öster om Monastir och väster om Thrakien.

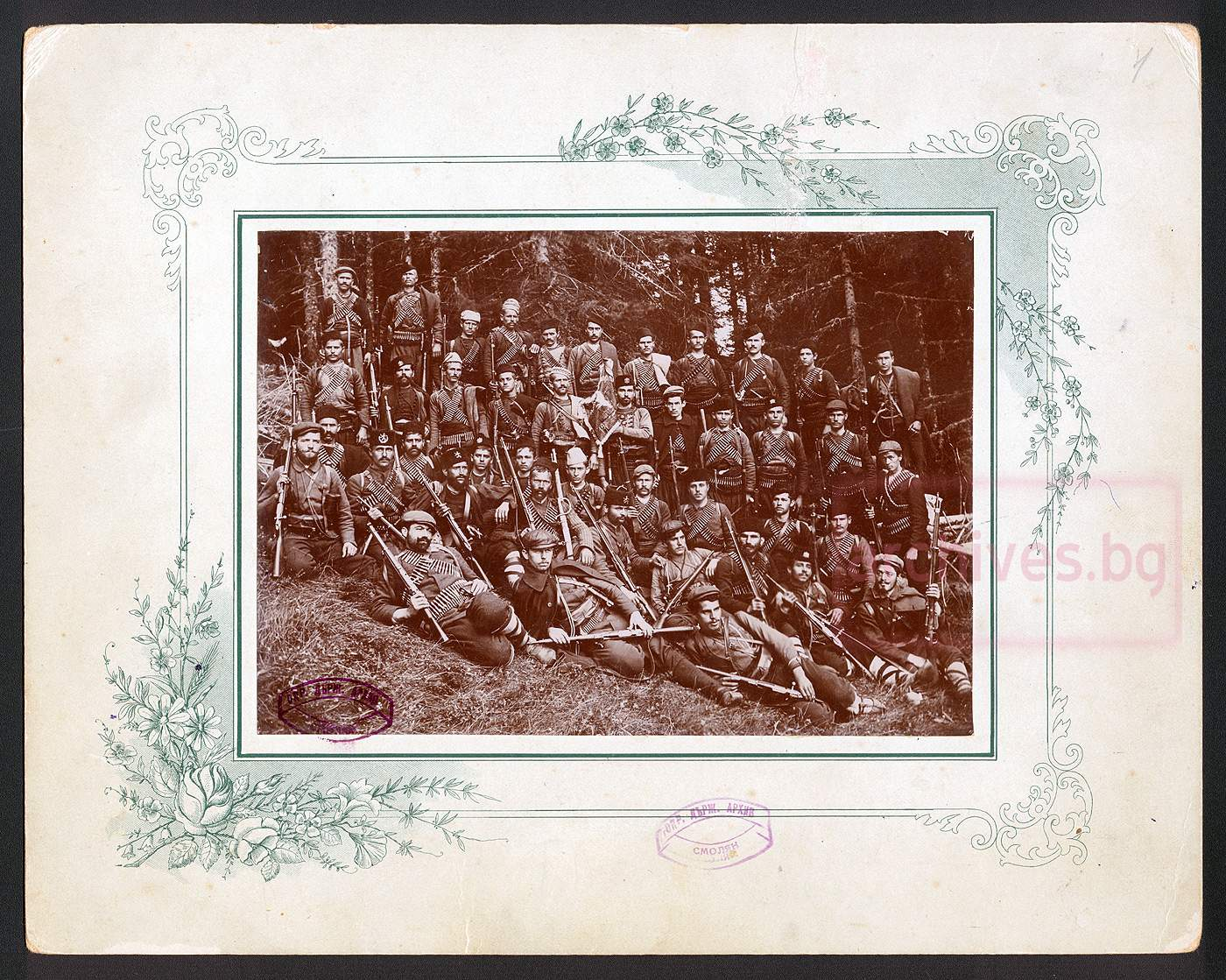
Delegaterna vid Rhodope Mountains kongress.

I områden som omfattade upproret 1903 befann sig albanska bybor i en situation där de antingen hotades av IMRO četas eller rekryterades av osmanska myndigheter för att avsluta upproret.

## Preobraženieupproret
Enligt Khadziev var huvudmålet med upproret i Thrakien att ge stöd till upproren längre västerut genom att engagera turkiska trupper och hindra dem från att flytta in till Makedonien. Många av operationerna var avledande, även om flera byar intogs, och en region i Strandzja hölls i cirka tjugo dagar. Detta kallas ibland Strandzjarepubliken eller Strandzjakommunen, men enligt Khadziev var det aldrig fråga om statsmakt i Thrakien.
- På morgonen den 19 augusti gjordes attacker mot byar i hela regionen, inklusive Vasiliko (nu Tsarevo), Stoilovo (nära Malko Tărnovo) och byar nära Edirne.
- Den 21 augusti sprängdes hamnfyren vid Igneada.
- Cirka 3 september började en stark osmansk styrka återta kontrollen.
- Den 8 september hade turkarna återfått kontrollen.

### Upproret i Rodopibergen
I Rhodopbergen, västra Thrakien, uttryckte upproret endast i vissa chetas avvikelser i regionerna Smoljan och Dedeagach.